# 松前修広
松前 修広（まつまえ ながひろ）は、江戸時代後期の大名。十州島=現在の北海道松前藩（館藩）の第14代（最後）の藩主。のち子爵。

## 生涯
慶応元年（1865年）9月14日、第13代藩主・松前徳広の長男として江戸本所横網町別邸にて誕生した。幼名は勝千代。
明治元年（1868年）10月、榎本武揚ら旧幕府軍に敗れて父と共に最終的に津軽にまで敗走したが、11月に父・徳広が死去したため、明治2年（1869年）1月9日に家督を継ぐ。明治2年4月、松前藩は新政府に協力して藩兵を出し、4月17日に福山城（松前城）を奪回する。6月24日、版籍奉還により修広は知藩事となり、同時に藩名を舘藩と改称した。8月24日に従五位に叙位する。9月には戊辰戦争における軍功により、新政府から賞典禄2万石を与えられ、3万石の藩知事となった。なお、初名は兼広であったが、明治4年（1871年）7月8日に修広と改名する。7月14日、廃藩置県で知藩事を免職された。
明治10年（1877年）、証券印紙税則違反で逮捕され、裁判所より罰金を申し渡される。
明治17年（1884年）7月、子爵となる。明治24年（1891年）1月、伯爵になることを願うものの、許可されなかった。明治38年（1905年）3月26日に死去。享年41。

## 栄典
- 1873年（明治6年）12月8日 - 銀盃一個[2]
- 1889年（明治22年）11月29日 - 大日本帝国憲法発布記念章[3]
- 1895年（明治28年）12月20日 - 従四位[4]

## 家族
父母
- 松前徳広（父）
- 内藤光子、内藤寿子 ー 内藤正縄の娘（母）

妻
- 本多藤子 ー 本多助実の娘（正妻）
- 南部貴子 ー 南部利剛の娘（継妻）

子女
- 松前勝広
- 松前興広
- 松前亮広
- 松前俊広
- 松前福広